# Lycaste tricolor
Lycaste tricolor är en orkidéart som beskrevs av Heinrich Gustav Reichenbach. Lycaste tricolor ingår i släktet Lycaste och familjen orkidéer. Inga underarter finns listade i Catalogue of Life.

## Bildgalleri

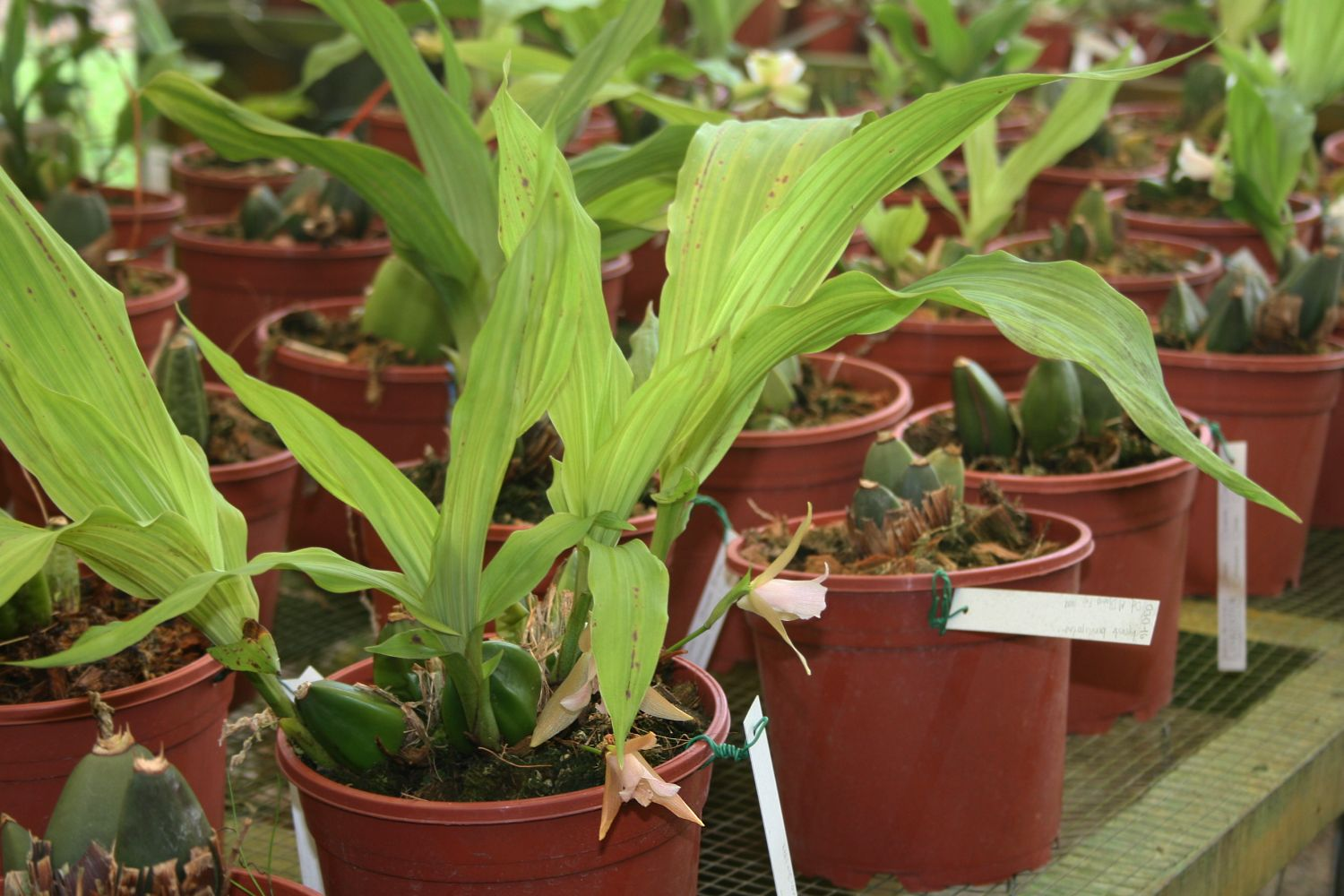